# Slime (matière)
Pour les articles homonymes, voir Slime.

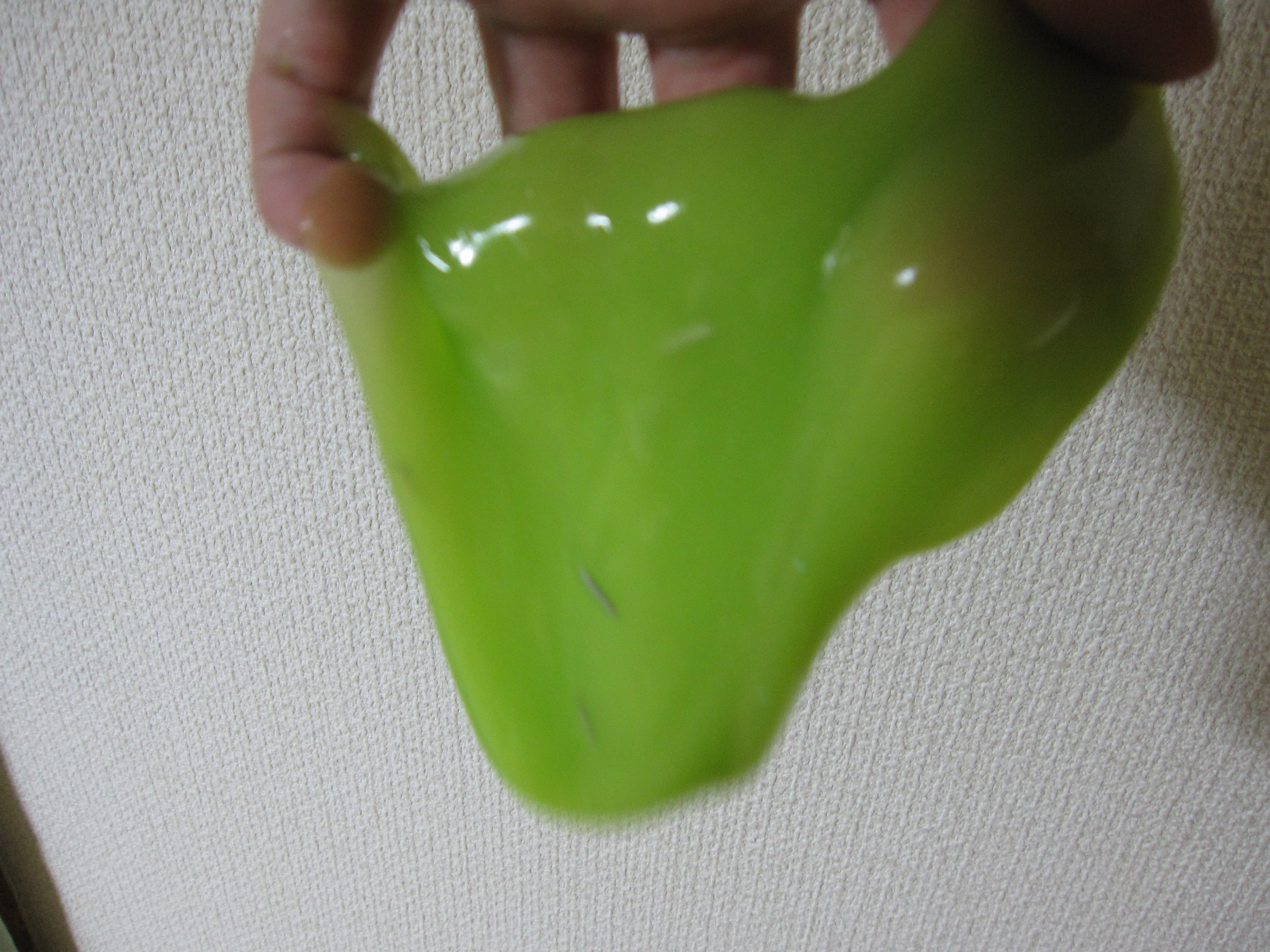
Du slime.

Le slime (littéralement : « substance visqueuse, bave, vase », prononcé : /slaɪm/) est une pâte gluante visqueuse, souvent colorée et très malléable. Elle a été rendue célèbre par le film Flubber (1997) ou encore par son utilisation dans les boîtes à prout. 

## Description
Le slime est originaire des États-Unis. Il a été inventé par les bruiteurs de cinéma qui mêlaient de la colle et du tétraborate de sodium pour obtenir une pâte destinée à imiter les bruits de pet. Cette technique a donné naissance à la pâte à prout. Une version pour enfants a été commercialisée dès 1976 par la marque Mattel.
Le slime a été popularisé par le film SOS fantômes de 1984, et a connu un regain d'intérêt auprès de la jeunesse en 2017,.
Le slime peut être fabriqué à partir des ingrédients suivants : colle, colorants alimentaires pour la couleur, fécule de maïs, poudre de borax, lessive, mousse à raser ou bicarbonate selon les recettes.
Il existe de nombreuses textures de slime, chacune offrant une sensation différente au toucher et des propriétés uniques. Parmi les plus populaires, on trouve le slime fluffy, léger et mousseux grâce à l'ajout de mousse à raser ; le slime butter, doux et malléable, souvent mélangé à de l'argile (clay soft) pour un effet beurré ; le slime glossy, brillant et élastique ; le clear slime, transparent et lisse ; ou encore le slime crunchy, rempli de billes ou de perles, bien sûr d'autres textures existent...

## Les risques
La sécurité du produit a pu être mise en cause, lorsqu'il contient des ingrédients allergènes ou contenant des solvants, notamment dans les « fabrications maison ». Plusieurs accidents domestiques ont été signalés car l’acide borique ou « borax » est un détergent puissant et peut provoquer des brûlures aux mains. Lorsqu'il est concentré, ce produit acide peut provoquer des nausées, des maux de tête, etc. Le borax pur est donc à remplacer de préférence par des solutions comme du collyre ou de la lessive.
La colle peut également être remplacée par de la fécule de maïs ou du psyllium, ce qui donnera un slime moins élastique, mais exempt de risques sanitaires puisque non allergène, voire comestible.